# Cantonul Chemillé
Cantonul Chemillé este un canton din arondismentul Cholet, departamentul Maine-et-Loire, regiunea Pays de la Loire, Franța.

## Comune
- Chemillé-Melay (reședință)
- La Chapelle-Rousselin
- Cossé-d'Anjou
- La Jumellière
- Neuvy-en-Mauges
- Saint-Georges-des-Gardes
- Saint-Lézin
- Sainte-Christine
- La Tourlandry